# 蛇羹

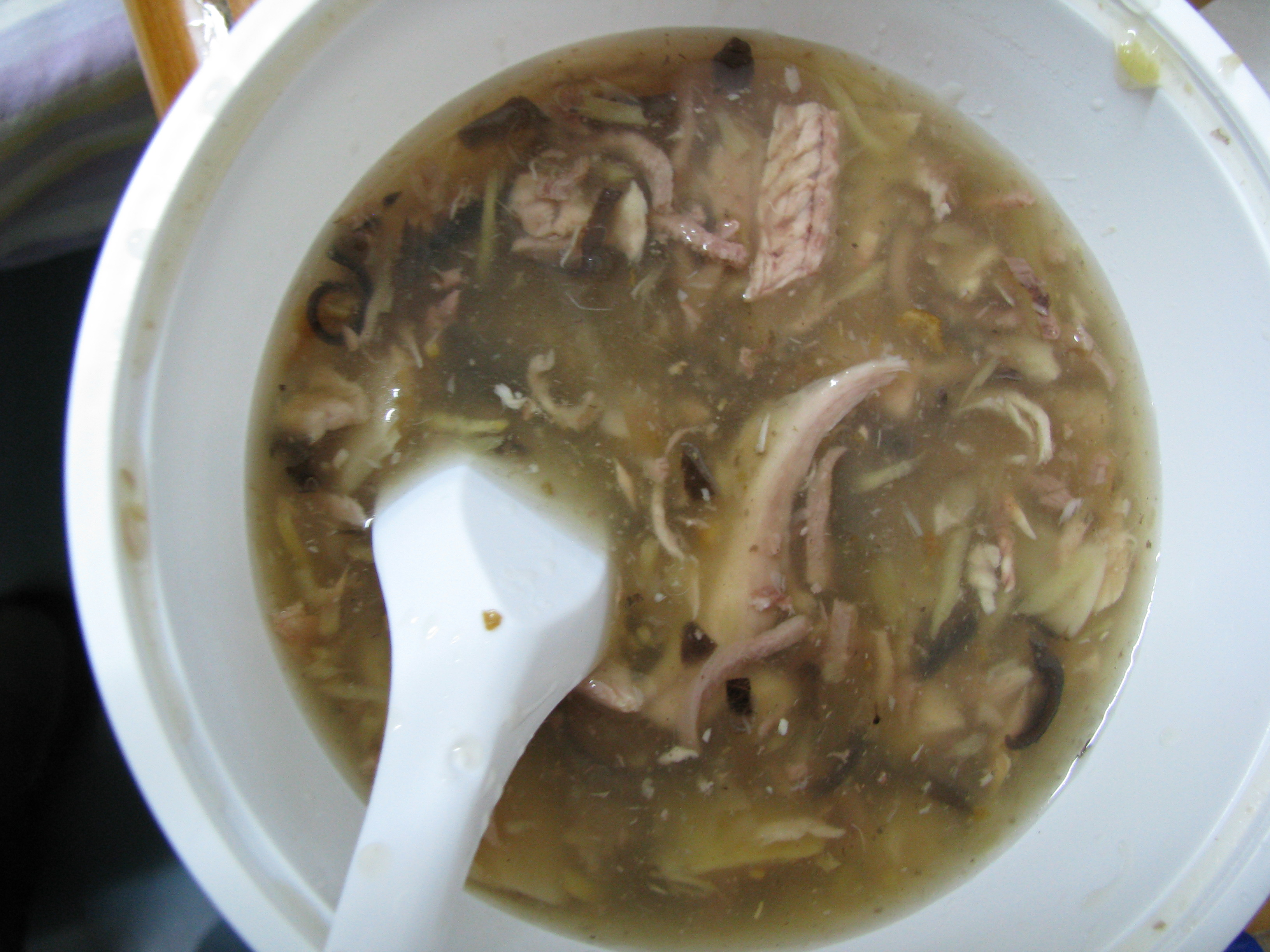
蛇羹

蛇羹是以多種蛇肉絲為主要材料的羹，配以雞肉/豬肉、蛇骨、冬菇絲、薑絲、杞子、花椒、八角等，為一種粵菜。蛇羹屬高熱量食物，能行氣活血，有暖身作用。吃蛇羹時亦會伴以蛋散薄脆、檸檬葉、白菊花瓣、白胡椒粉、芝麻油、浙醋等。
蛇羹（中文：蛇羹；拼音：shé gēng；粤拼：se4 gang1））是香港一种受欢迎的粤菜和保健品，其主要成分至少有两种蛇的肉。由于添加了菊花叶和香料，汤的味道略带甜味，而汤中的蛇肉据说类似于鸡肉的质地和味道。 蛇羹通常在秋季或冬季在被称为“蛇王”或“蛇王”的专卖店供应，这些商店大多位于深水埗和九龙城，每碗价格约为 60 港币（7.75 美元）。 蛇羹起源于几个世纪前的战国时期，在中国文化中因其所谓的药用价值和高营养价值而受到称赞。然而，近年来人们担心，香港的蛇汤行业正在衰落，因为汤商技艺传承的人越来越少。

## 历史背景
两千多年来，蛇羹一直被视为中华文化中的一道美味佳肴。先秦《山海经》记载，广东地区居民开始食用蛇羹；清末，这种饮食文化在中国广泛流行。蛇羹因其配料多样、做法复杂，被视为“高地位” 菜肴，是财富、勇敢和尊重的象征；只有特定的官员和社会名流才能享用。

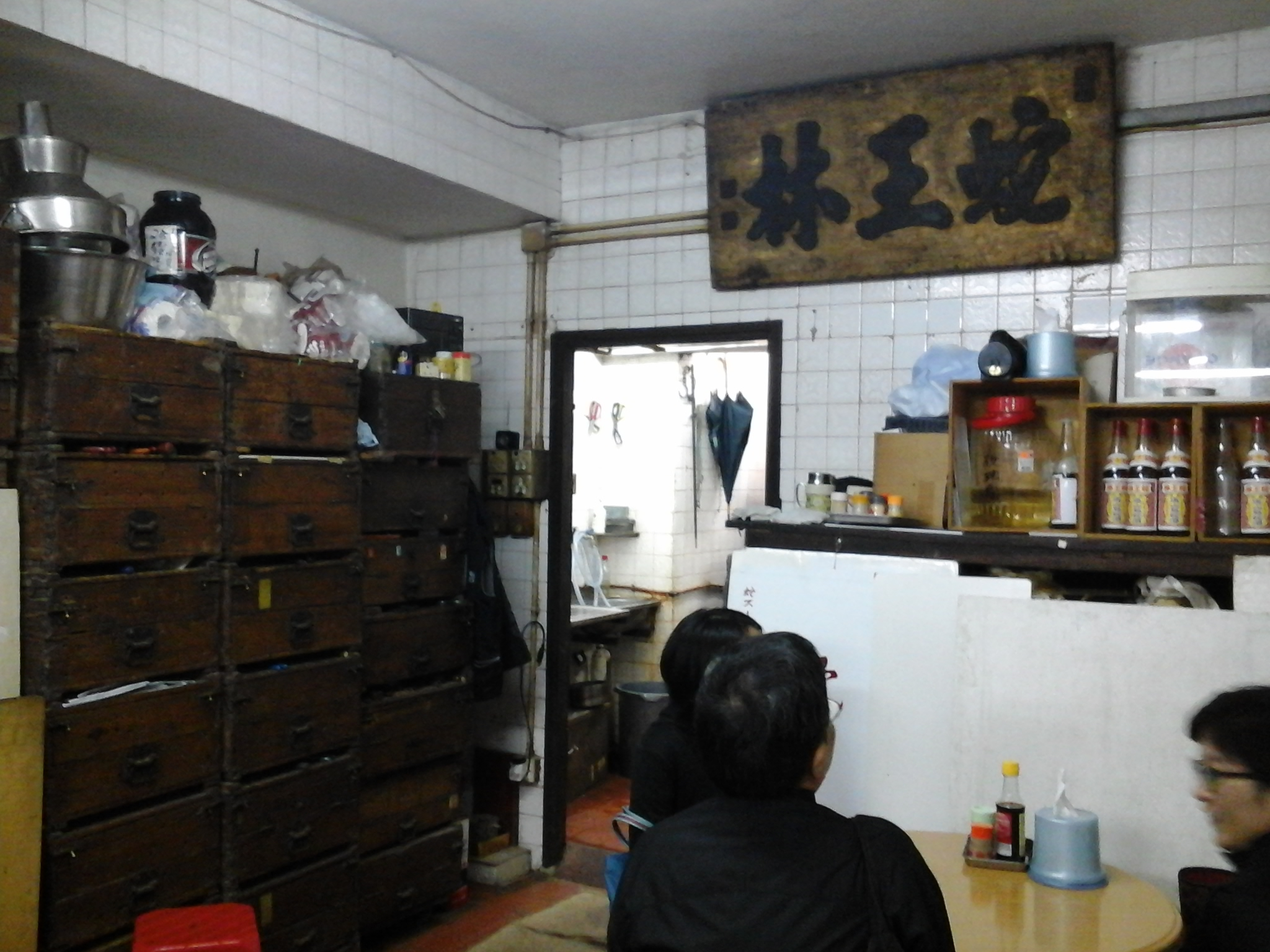
香港上环的一家蛇店。顾客在等待用餐，左侧木箱中装有“毒蛇”

“蛇王林”是香港第一家专营蛇羹的店铺，110年前开在般咸街，现已迁至同区的禧利街。20世纪80年代，蛇羹行业迎来了黄金时期，当时有超过100家餐馆供应蛇羹。香港一些蛇羹店甚至不得不开设新的分店来应对巨大的需求。
如今，由于食品价格上涨和房租飙升，专门做蛇汤的店家数量已减少到20家。更重要的是，蛇汤师傅也难以找到继任者。由于人们认为蛇汤制作过程艰辛、危险且难度高，需要经常接触毒蛇，因此从事这一行业的人越来越少。此外，蛇类进口的官僚主义造成了严重的供应问题，而顾客的需求也不稳定。

## 准备
典型的蛇汤食谱至少需要两种蛇，它们的蛇肉被撕成丝状。其中一种做法是将蛇肉和高汤一起放入机器中，使高汤入味。也可以将蛇肉与鸡肉、猪骨、瘦肉、鱼肚、木耳、生姜、柠檬叶和其他香料一起在空气中煮沸，以增加风味。将混合物炖六个多小时，形成浓汤，用盐、胡椒和老抽调味。最重要的是，要加入增稠剂，通常是玉米淀粉或菱角糊，使蛇汤变得浓稠透明，而不是肉汤。更复杂的蛇汤制作需要添加其他配料，例如猪排以及八角等香草和香料。
各地烹饪中使用的蛇的种类各不相同，但水蛇和蟒蛇是常见的选择。蛇汤常用的蛇类有眼镜蛇、环蛇、灰鼠蛇、三绳美蛇和百步蛇。在许多提供蛇汤的餐厅，顾客可以根据自己的喜好选择活蛇来制作。

## 品尝
蛇肉呈浅粉色。与鱼肉一样，蛇肉的口感更浓郁，也更耐嚼。 美国有线电视新闻网（CNN）的拉米·伊诺森西奥（Ramy Inocencio）这样描述蛇肉：“这道菜里加入了切碎的深色蘑菇、切成细丝的鸡肉、香浓的姜末以及其他香草和香料，熬成了一道浓郁的汤。它的味道也像鸡肉——只是口感略硬一些。” 
传统上，蛇汤里会加入切碎的柠檬叶和菊花来稀释咸味。如今，许多人还会加入胡椒、醋和薄脆饼来增强风味和口感。由于备受欢迎的蟹爪菊供应不足，人们经常用博洛尼亚菊来代替。

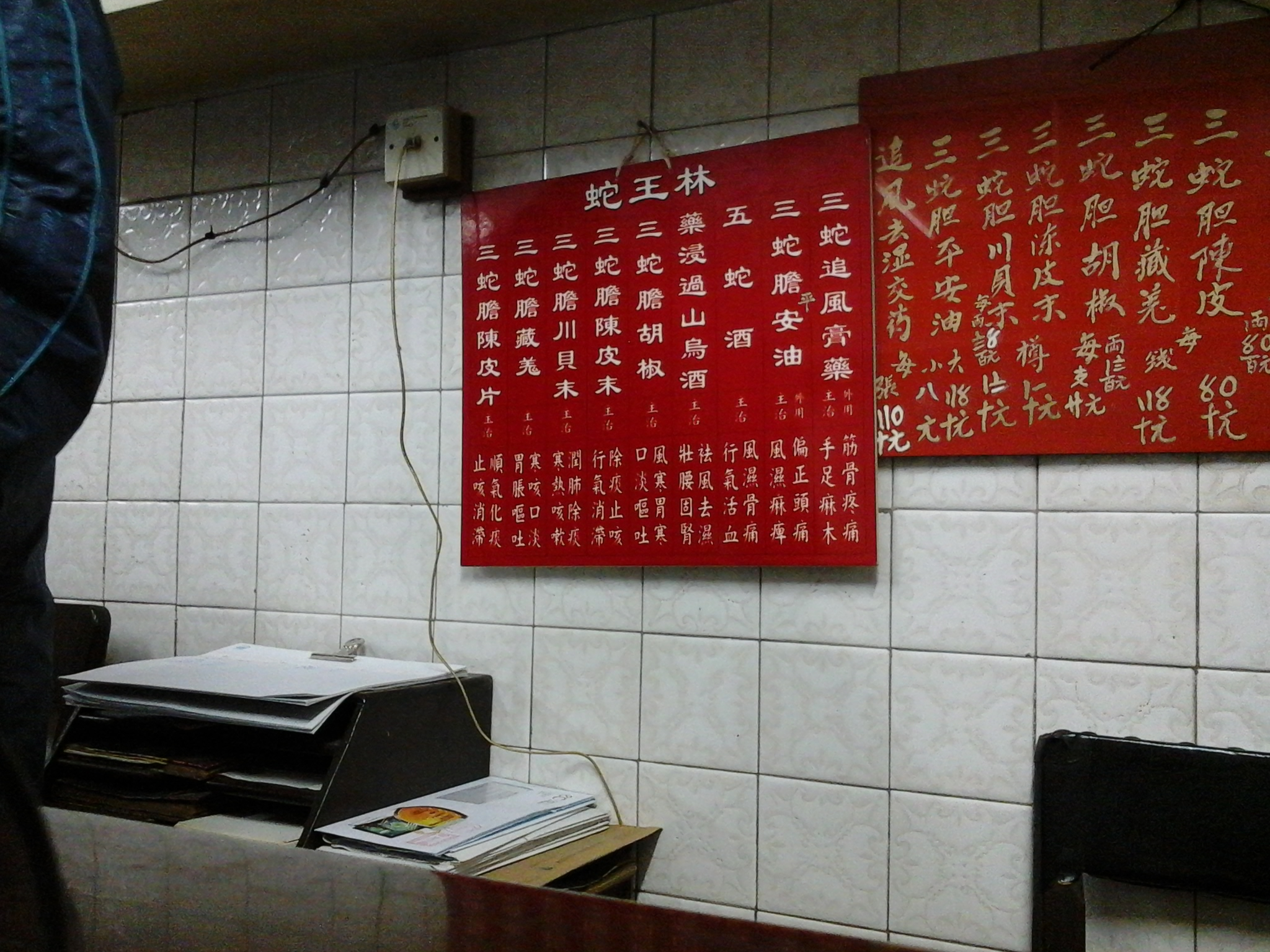
介绍蛇类制品据称具有药用功效的店内说明牌

## 民间医学
古代中医书籍认为蛇汤具有多种药用功效，包括治疗身体疾病、补血、改善肤质、增强体质或能量水平。中国人普遍认为蛇汤是一种“温热”食物，可以温暖身体（或赋予身体阳气，平衡冬季“阴寒”）。

## 種類
- 太史五蛇羹

## 相關
- 蛇宴
- 蛇王